# ロバート・デ・ニーロ エグザイル
『ロバート・デ・ニーロ エグザイル』（原題: Being Flynn）は、2012年にアメリカ合衆国で制作されたドラマ映画。ニック・フリンが、自身の父親と過ごした日々を記したノンフィクション小説『路上の文豪、酔いどれジョナサンの「幻の傑作」』を原作にしている。
日本では劇場公開されず、『ビーイング・フリン 〜僕と父さんをつなぐもの〜』という邦題で動画配信やスター・チャンネルでの放送がされた後、現在の邦題でDVDのみが発売された。

## ストーリー
作家志望の青年ニックは、幼い頃から父親の愛を知らずに生きてきた。ニックが幼い頃に刑務所に入った父親ジョナサンは、その後まともに働こうとせず、周囲とトラブルを起こしては職を転々としていた。そんな父親から、突然ニックに連絡が入る。アパートを追いだされたから、荷物の整理を手伝えと言うのだ。酷く落ちぶれた父親の姿を見たニックは、同じく職についていない自分の姿と重ねて彼を激しく嫌悪し、酷い言い争いをして別れるのだった。
それから月日が経ち、ニックはホームレス・シェルターで働いていた。仕事にやりがいを感じ、生きる意義を見出し始めたニックの前に、ホームレスとなった父親が再び姿を見せる。この父親との再会を通じて、ニックは人生の意味を見つける。

## キャスト
※括弧内は日本語吹替
- ジョナサン・フリン - ロバート・デ・ニーロ（樋浦勉）
- ニック・フリン（英語版） - ポール・ダノ（前野智昭）
- ジョディ・フリン - ジュリアン・ムーア（山口協佳）
- デニス - オリヴィア・サールビー（秋山友香）
- ジョイ - リリ・テイラー[2]（木曽寛子）